# М-77 Огањ
М-77 Огањ је југословенски самоходни вишецевни бацач ракета 128 мм са 32 лансирне цеви и ракетом домета 20 км, снажно средство за ватрену подршку са највишим нивоом аутоматизације за ову категорију наоружања. Систем је уведен у наоружање 1977. године. На бази ракете ОГАЊ развијен је једноцевни преносни ракетни систем великог домета, ДЛР 128 мм, подесан за партизански начин ратовања.

## Развој
Након успешно реализованог пројектовања вучног вишецевног лансера ракета ПЛАМЕН 128 мм са 32 лансирне цеви и брзоротирајућом ракетом домета 8,6 км започела је следећа етапа у развоју овог оружја вишецевни ракетни систем ОГАЊ, домета 20 км. Носилац развојног пројекта био је Војно-технички институт на челу са професором машинства Обрадом Вучуровићем, док је серијска производња лансера и интеграција на платформи возила остварена у предузећу „Братство Нови Травник - БНТ". Ракете калибра 128 мм производила је фабрика Унис-Претис из Вогошће. Развој лансера ракета М77 Огањ трајао је од 1968. до 1977. године. Прототип је први пут приказан на војној паради 1975. године, а серијска производња отпочела је пет година касније.

## Намена
Користи се за изненадну и концентрисану ватру по циљевима великих размера, као што су концентрације живе силе, ватрена и техничка средства, колоне, центри везе, аеродроми, саобраћајни чворови, пристаништа, десанти и други рентабилни циљеви размештени у дубини противника.

## Карактеристике
- Посада: 5 чланова
- Лансер: возило ФАП 2026 БДС/А са 32 лансирне цеви калибра 128
- Борбена маса: 22,4
- Маса празног возила: 17,8
- Хоризонтално поље дејства: 183 степена (ручно 185 степени)
- Вертикално поље дејства: -10 до 50 степени
- Борбени комплет СВЛР: 64 ракете
- Дејство: појединачним гађањем или рафално на сваких 0,8
- Време гађања са оба пуњења без промене ватреног положаја : 6,5
- Дужина возила у маршевском положају: 8,4
- Висина возила у маршевском положају: 3,7
- Ширина возила у маршевском положају: 2,6
- Помоћно наоружање СВЛР М77:
  - митраљез М2ХБ 12,7 mm
  - Бровинг на крову кабине теренског возила

## Карактеристике ракете
- Маса: 67,1
- Маса бојне главе: 19,5
- Максимална брзина ракете: 750
- Максимални домет: 20.652
- Површина дејства тренутно-фугасне бојне главе: 0,36 хектара
- Површина дејства касетне бојне главе: - 1,1 хектар
- Дужина ракете: 2.603
- Маса експлозивног пуњења: 4,05
- Број фрагмената:
  - пречника 10,32  : 930 комада
  - пречника 6,35 mm: 2.562 комада

## Модернизација
За потребе Војске Србије започет је процес модернизације постојећих оруђа Огањ М-77 како би се прешло на савремену дигитализовану технологију, која послузи оруђа омогућује да без изласка из возила, поседне ватрени положај, дејствује и за 3 минута га напусти. Некада је за потребе поседања ватрено положаја било потребно 15 минута. У то време је улазило поседање положаја оријентације и одређивање координата ватреног положаја, усмеравање оруђа у азимут основног правца, израчунавање почетних елемената, коректура и групно гађање. Након модернизације, захваљујући новој аутоматској нишанској линији, аутоматском одређивању координата ватреног положаја и елемената гађања, ватрени задаци на модернизованом Огњу извршавају се много брже. Модернизован Огањ носи ознаку М-17, а нове ракете, које су усвојене у наоружање, домета 40 км, носе ознаку М-19. Осим тога, можда и најважније, у комбинацију са извиђачком беспилотном летелицом дигитализован М-77 постаје "хируршки прецизан".

## Корисници
- Србија - 60+ (70)
- Босна и Херцеговина - (20)[1]
- Хрватска - (4)

### Војска Србије
У саставу бригада КоВ Војске Србије су четири дивизиона са по четири батерије самоходних вишецевних лансера ракета (СВЛР) 128 mm М77 огањ. Лансери су постављени на модификована теренска возила ФАП 2026 БС/АВ. Батерија од 6 СВЛР гађањем са оба пуњења на максималном домету може да неутралише циљ на површини од 156 хектара.